# Hetrodes pupus
Hetrodes pupus är en insektsart som först beskrevs av Carl von Linné 1758.  Hetrodes pupus ingår i släktet Hetrodes och familjen vårtbitare.

## Underarter
Arten delas in i följande underarter:
- H. p. abbreviatus
- H. p. marginatus
- H. p. pupus
- H. p. namaqua